# Fas (termodynamik)

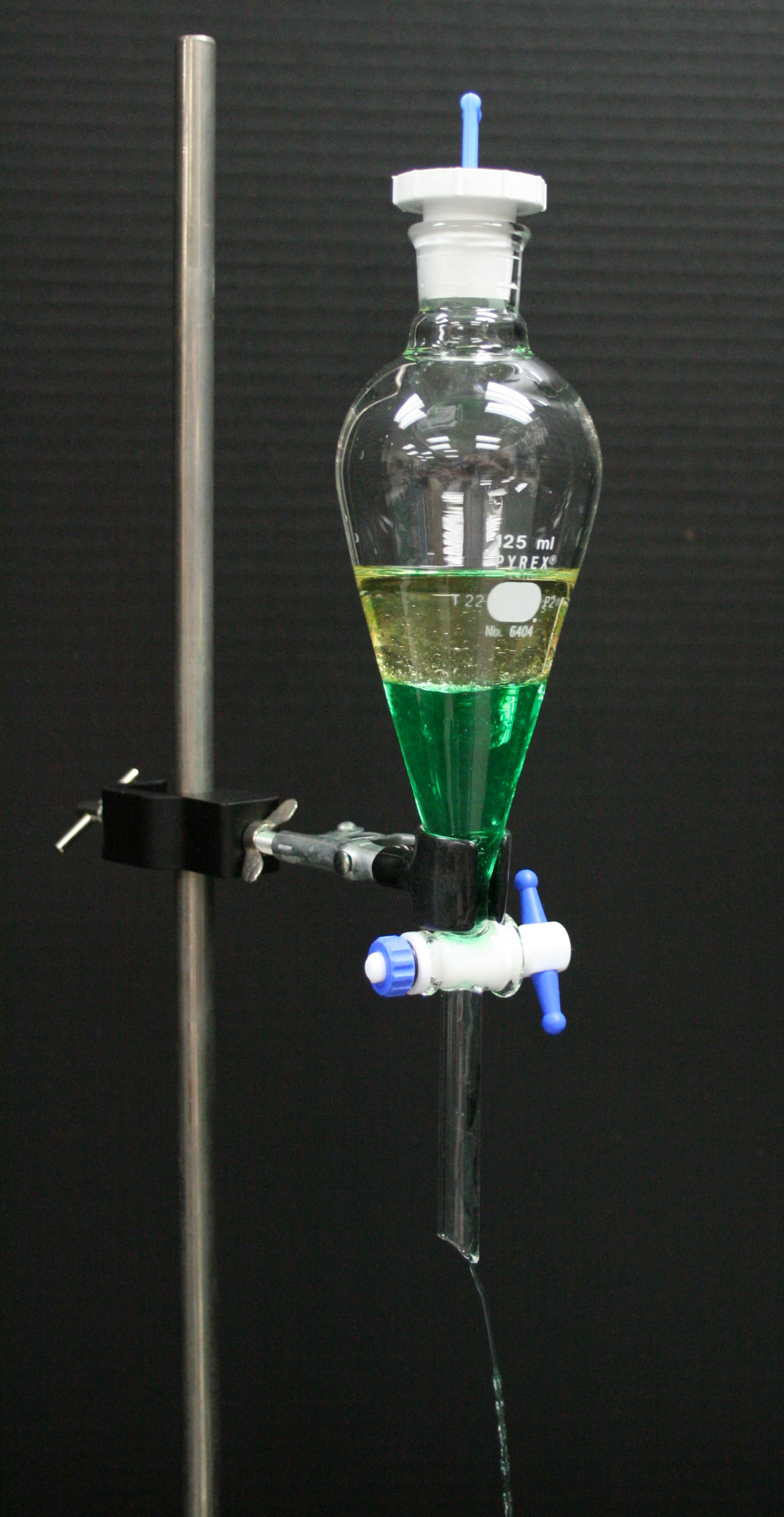
Två i varandra olösliga vätskor bildar ett tvåfassystem (övre fasen olja, nedre fasen färgat vatten).

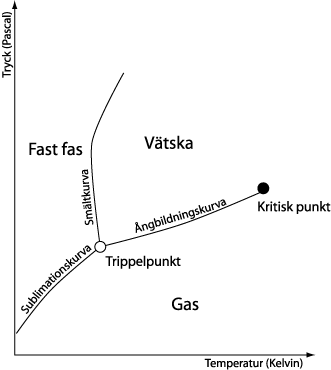
Schematiskt fasdiagram för ett ämne som endast har tre olika faser

En fas är en, inom termodynamiken och dess tillämpningar inom fysik och kemi, en ansamling av materia som har homogena fysikaliska och kemiska egenskaper. Fasen avgränsas mot andra delar av systemet av en yta vilken genom egenskaperna förändras diskontinuerligt. I det mest generella fallet kommer varje fas att innehålla flera komponenter, det vill säga flera arter av atomer, molekyler och joner. Exempelvis kan en gas bestå av flera andra gaser.
Fas är ett mer specifikt begrepp än aggregationstillstånd; materia i samma aggregationstillstånd kan vara uppdelat på flera olika faser, men materia i olika aggregationstillstånd bildar alltid olika faser. Olja och vatten i en bägare är båda i aggregationstillståndet vätska vid rumstemperatur, men bildar två olika faser. Grafit och diamant är två olika faser av kol i fast tillstånd, eftersom kristallstrukturen ändras vid fasövergången mellan de två.
Vilken fas ett ämne befinner sig i beror på omgivningens temperatur och tryck, något som kan beskrivas i ett fasdiagram. Normalt är endast en av faserna termodynamiskt stabil, men vid en fasgräns (en linje i fasdiagrammet) är två former stabila. Där tre fasgränser möts har ämnet en trippelpunkt, och alla tre faserna befinner sig i jämvikt. Enligt Gibbs fasregel kan inte mer än tre fasgränser mötas i samma punkt.
Beroendet på temperaturen och trycket vid en fasövergång kan bestämmas genom Clausius–Clapeyron-ekvationen. För exempelvis fasövergången (och aggregationstillståndsövergången) mellan vatten och is kan man bestämma smältpunktens beroende av trycket till −134 atm/K; det vill säga för en skillnad i tryck på 1 000 atm förskjuts smältpunkten med +7,5 K (detta är ovanligt, då de flesta ämnen har en negativ sådan koefficient). Detta är orsaken att den tunga glaciärisen rör sig eftersom i de nedre delarna utövar isen så stort tryck att vätskeform etableras.
Den energi som måste tillföras eller den energi som utvecklas av fasövergången brukar generellt benämnas (latent) ombildningsentalpi L (joule) eller specifik ombildningsentalpi l = L / m (joule per massenhet), där m är en massenhet.